# Fernaldia pandurata
Fernaldia pandurata (nome comum em castelhano: loroco [loˈɾoko]) é uma vinha com flores comestíveis, difundida no México e na América Central.
Essa espécie é uma importante fonte da alimentação em El Salvador e na Guatemala. Os brotos e as flores são utilizados para a culinária regional em várias formas, dentre elas as pupusas. O nome "loroco" é utilizado em toda a Mesoamérica para se referir à espécie Fernaldia pandurata.

## Descrição
Fernaldia pandurata é uma vinha herbácea, com folhas ovaladas, de 4 a 13 cm de comprimento, com inflorescências sendo as últimas um pouco mais curtas que as folhas, com 8 a 18 flores: os pedicelos têm de 4−6 mm; longas brácteas ovaladas, 1−2 mm; sépalas ovaladas, finas ou largas, com 2−3 mm de comprimento; pétalas brancas por dentro e esverdeadas por fora.

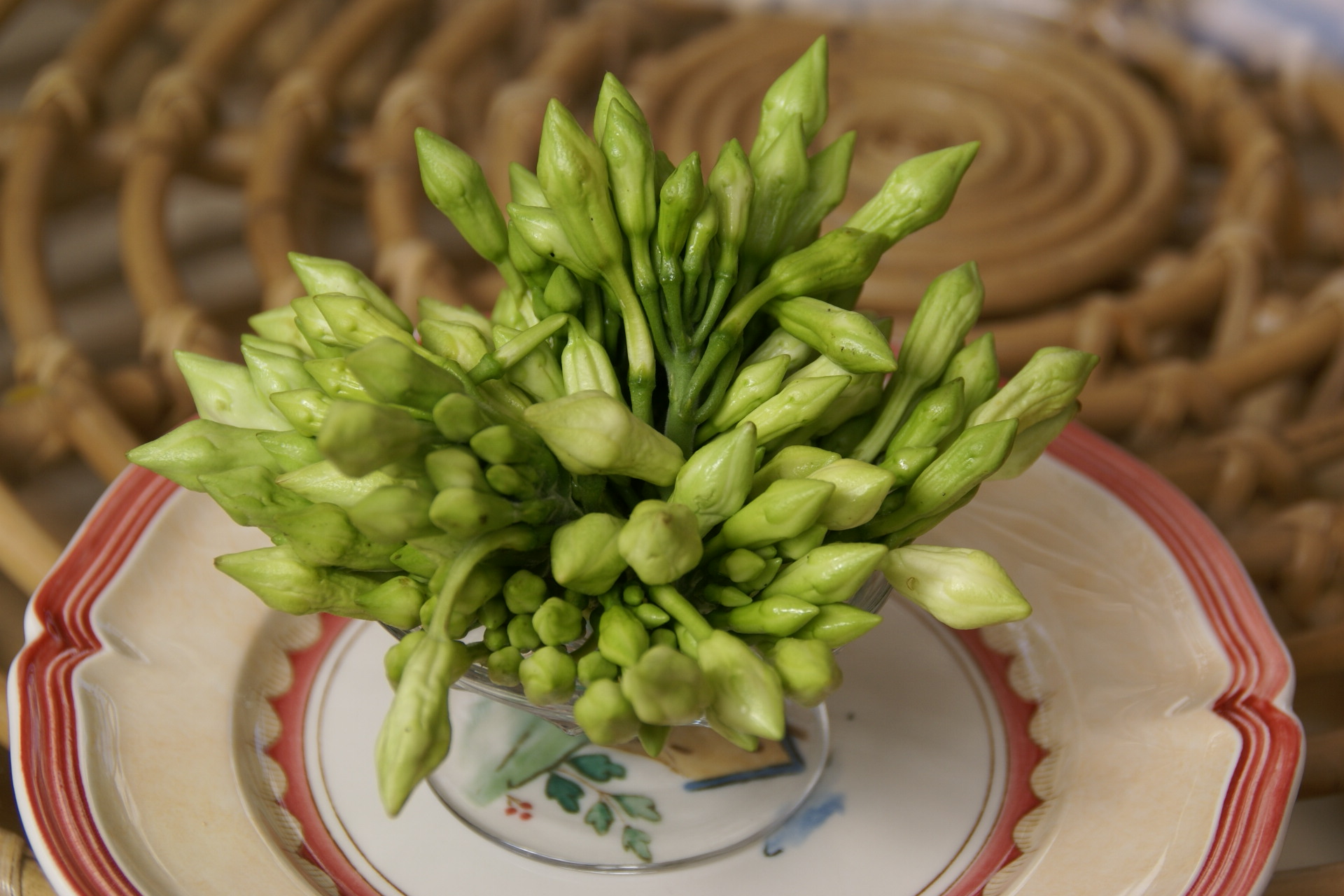
Fernaldia pandurata: brotos cortados, prontos para a preparação.